# وكالة الفضاء المأهولة الصينية
 وكالة الفضاء المأهولة الصينية (CMSA) هي وكالة حكومية صينية مسؤولة عن إدارة برنامج الفضاء المأهول الصيني،  وهو برنامج رحلات الفضاء البشرية الصينية. تتبع الوكالة إدارة تطوير المعدات التابعة للجنة العسكرية المركزية .

## اسم
الاسم الأصلي للمنظمة تمت ترجمته في البداية إلى اللغة الإنجليزية باسم «مكتب هندسة الفضاء المأهول الصيني» اعتبارًا من عام 2014م.  منذ عام 2015، تم استخدام اسم «وكالة الفضاء المأهولة الصينية» في البيانات الرسمية والبيانات الإخبارية حتى الآن. وهو أيضًا الاسم المعروض على الموقع الرسمي لبرنامج الفضاء المأهول الصيني.

## الوظائف
تمثل وكالة الفضاء المأهولة الصينية الحكومة الصينية في تحمل مسؤوليات إدارة برنامج الفضاء المأهول الصيني. 
تشمل وظائف وكالة الفضاء والطيران المدني استراتيجية التطوير والتخطيط والتكنولوجيا الشاملة والبحث والإنتاج وبناء البنية الأساسية وتنظيم مهام الإطلاق وتنفيذها والتعاون الدولي وإصدار الأخبار وما إلى ذلك. 

## الهيكل التنظيمي
تتكون الأكاديمية من الأقسام التالية: 
- قسم التخطيط والإدارة المتكاملة
- قسم البرنامج العلمي ومراقبة الجودة
- قسم الاستخدام والتطوير
- قسم إنشاء البنية التحتية
- قسم النظام

## رواد الفضاء
اعتبارًا من أكتوبر 2024م، سافر أربعة وعشرون رائد فضاء صيني إلى الفضاء (حسب الترتيب الأبجدي):

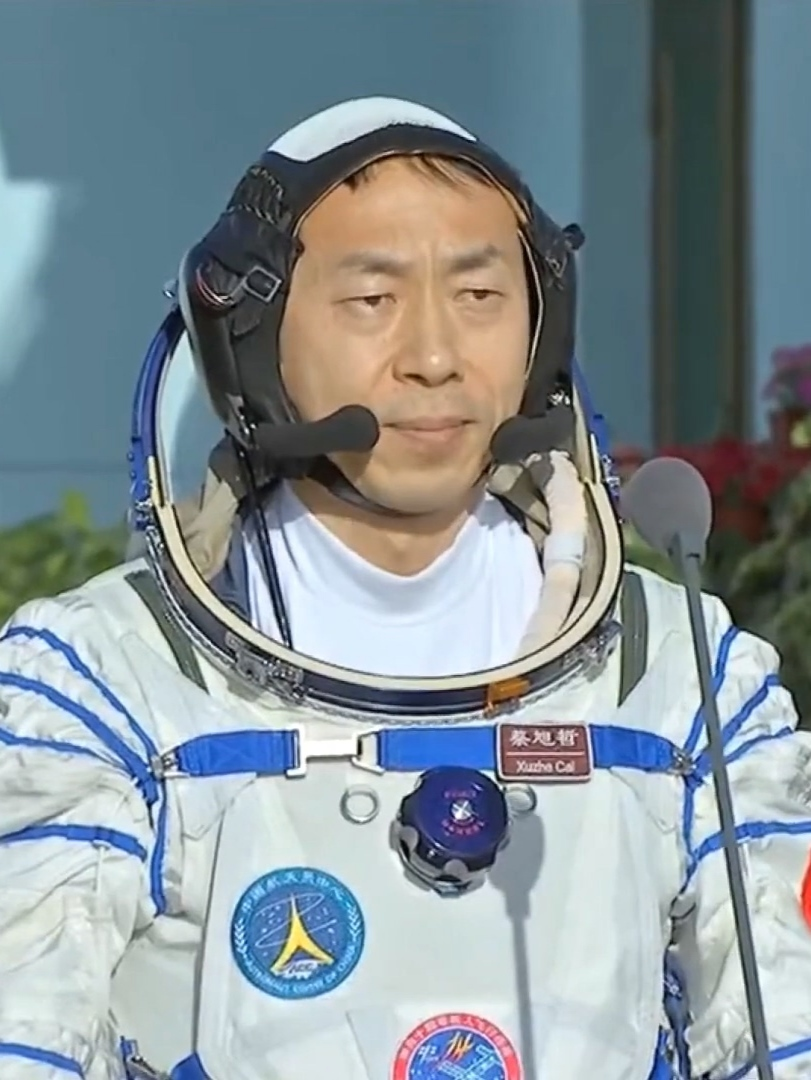
كاي زوزي (蔡旭哲)
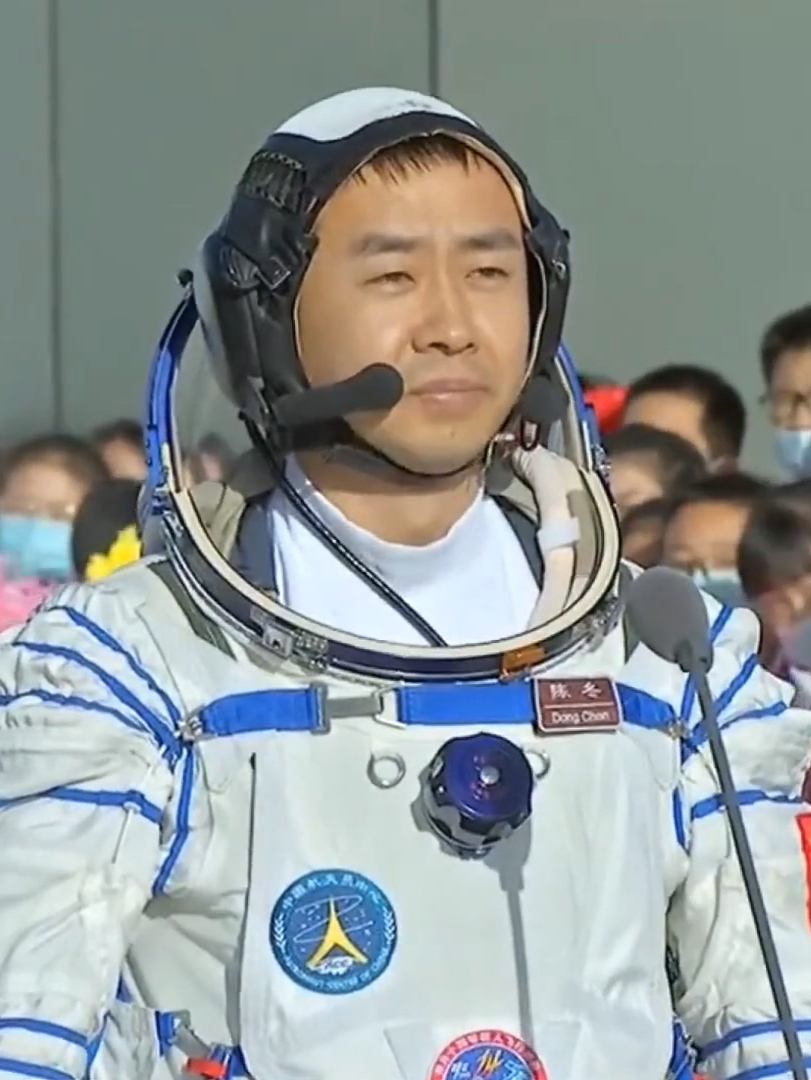
تشين دونغ (陈冬)
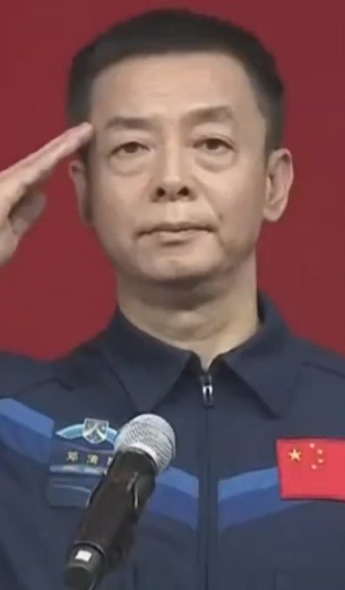
دنغ تشينغمينغ (邓清明)
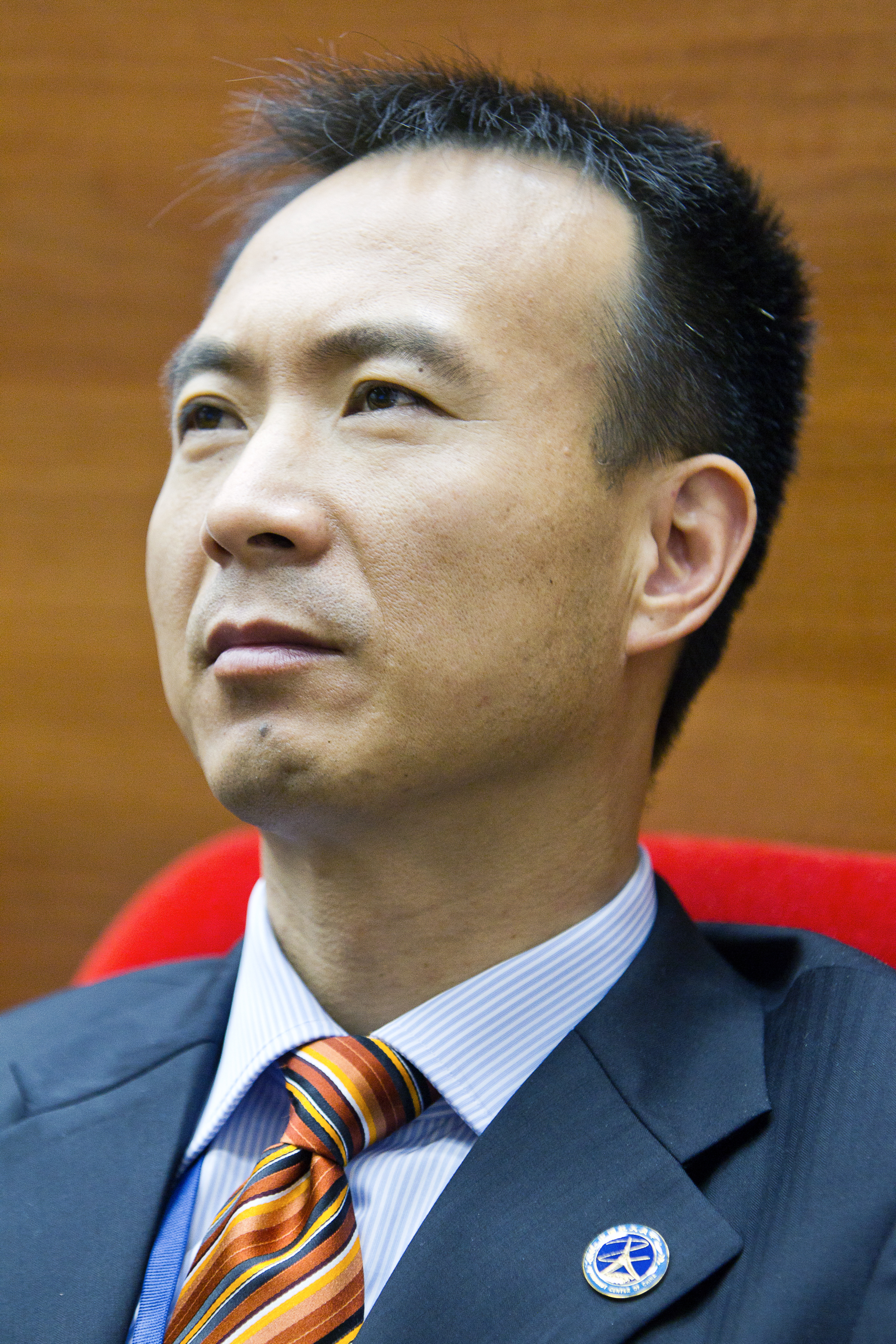
فاي جون لونغ (费俊龙)
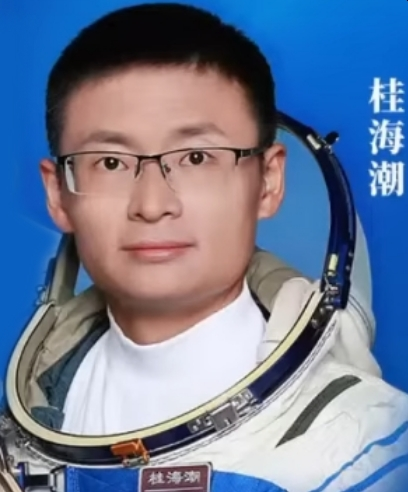
غوي هايشاو (桂海潮)
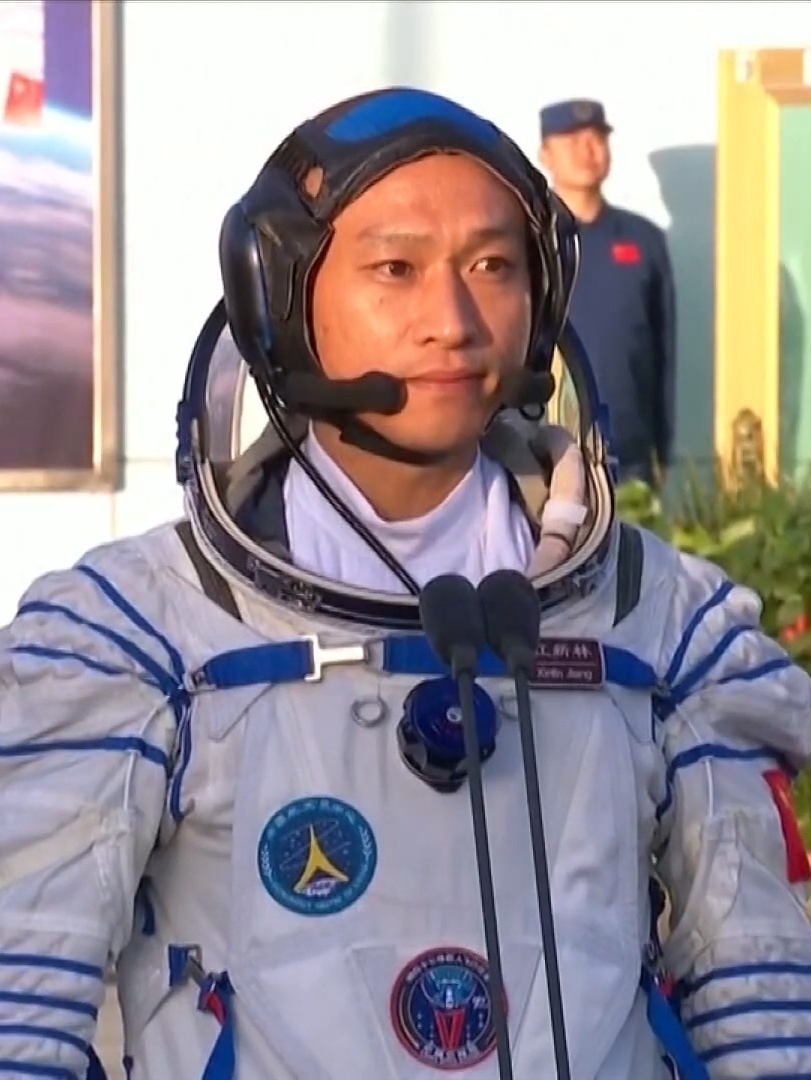
جيانغ شين لين (蒋新林)
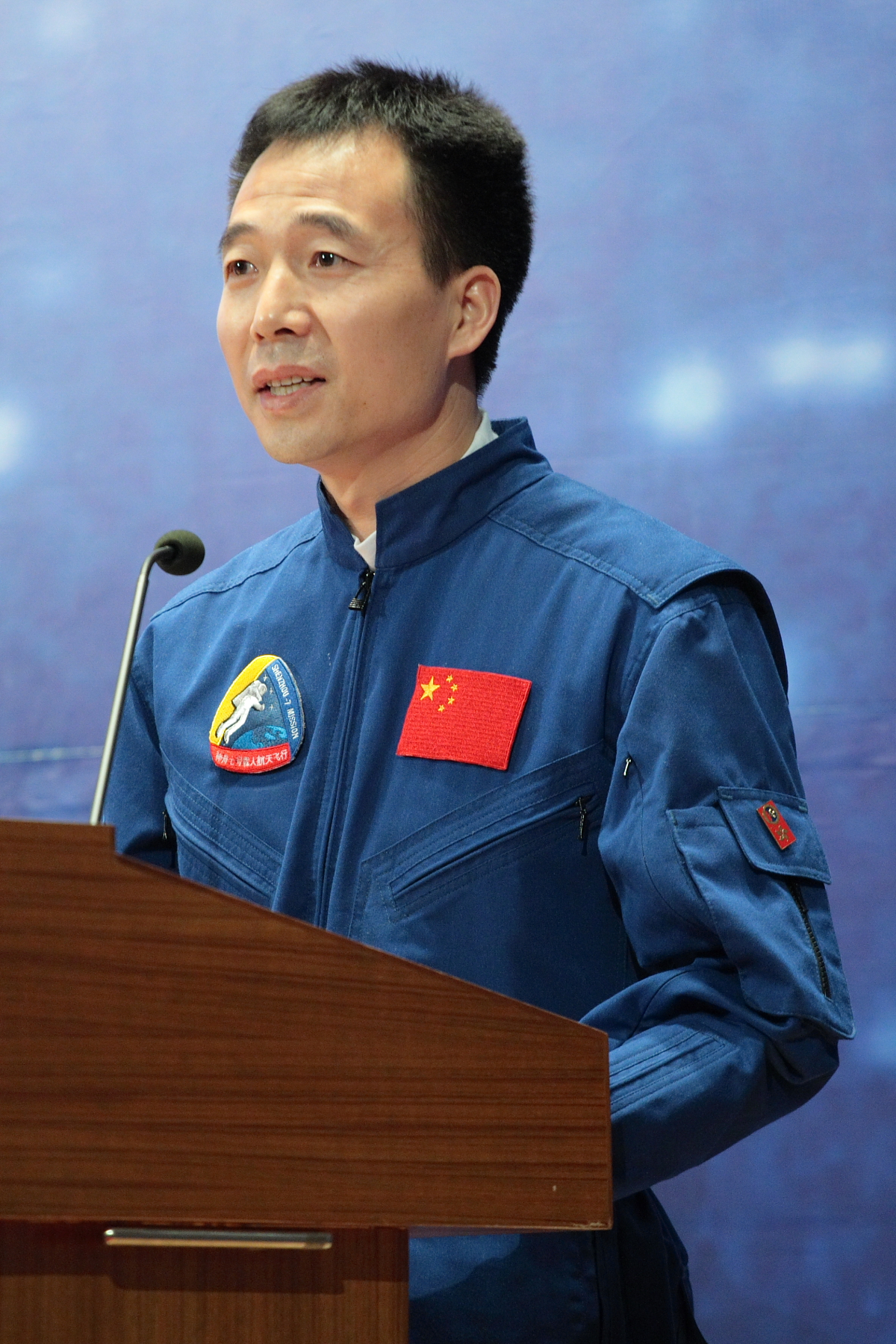
جينغ هايبينج (景海鹏)
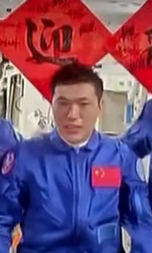
لي كونغ (李聪)
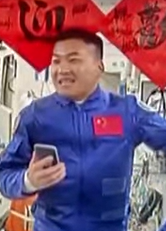
لي جوانجسو (李广苏)
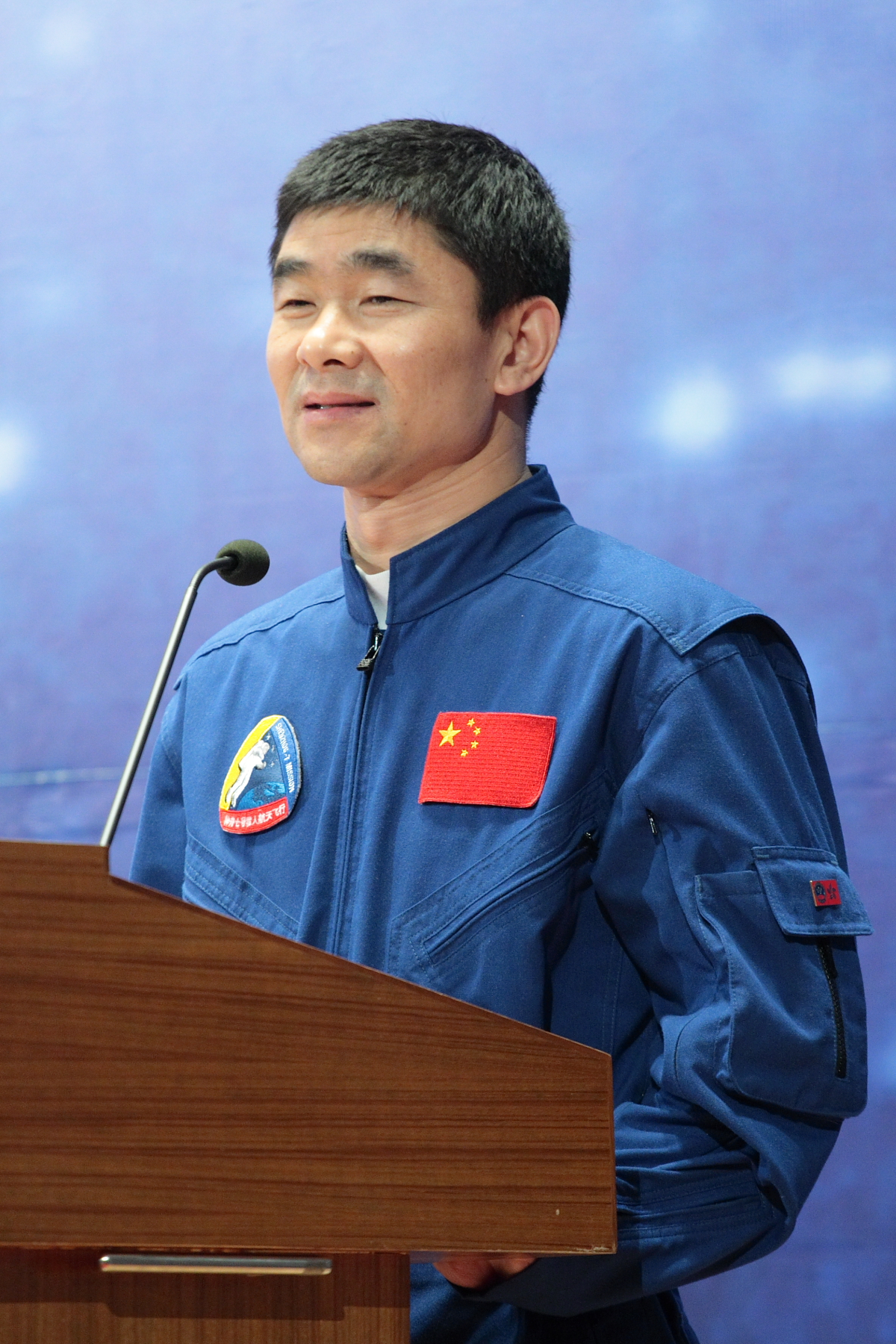
ليو بومينغ (刘伯明)
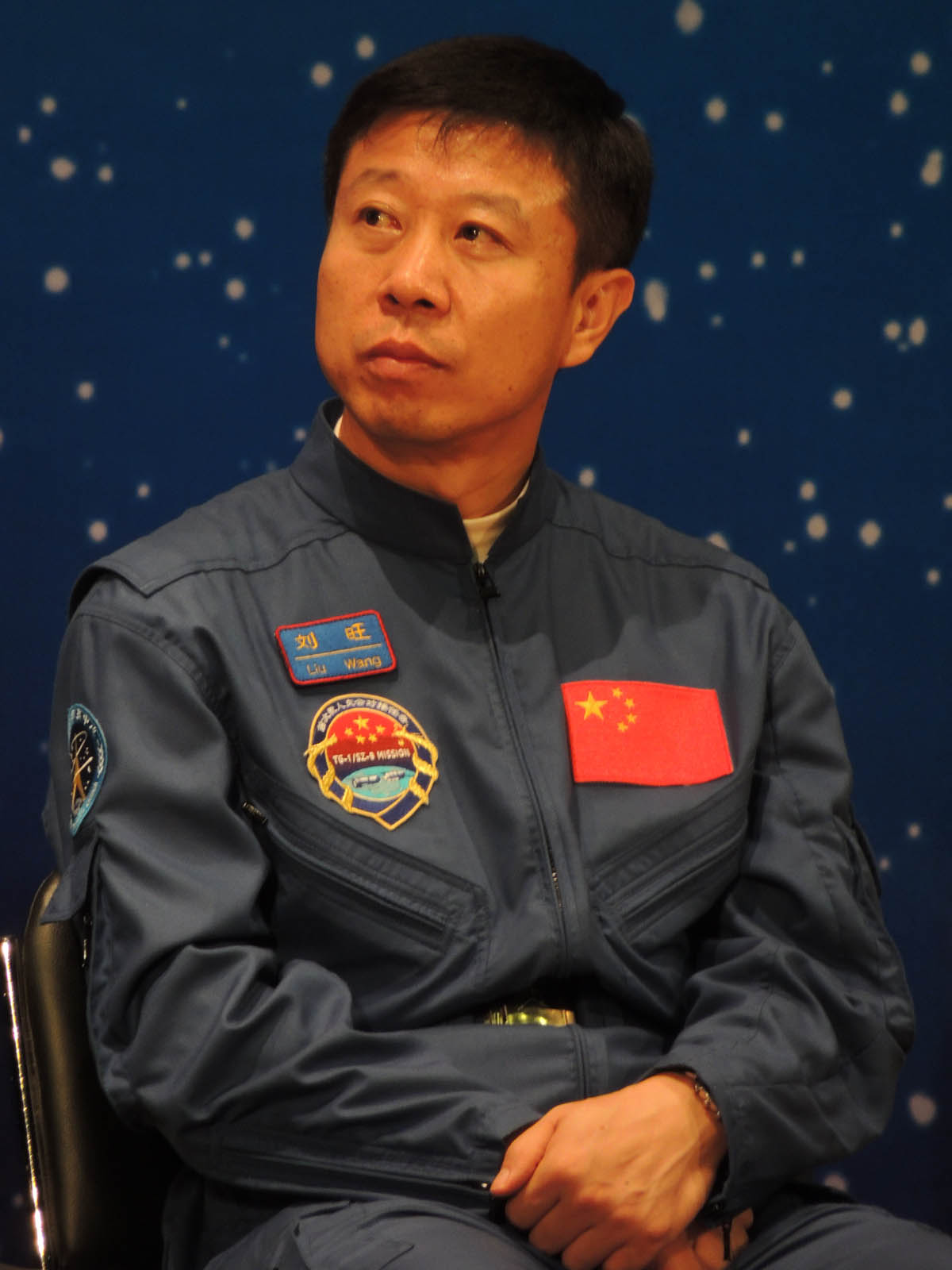
ليو وانغ (刘旺)
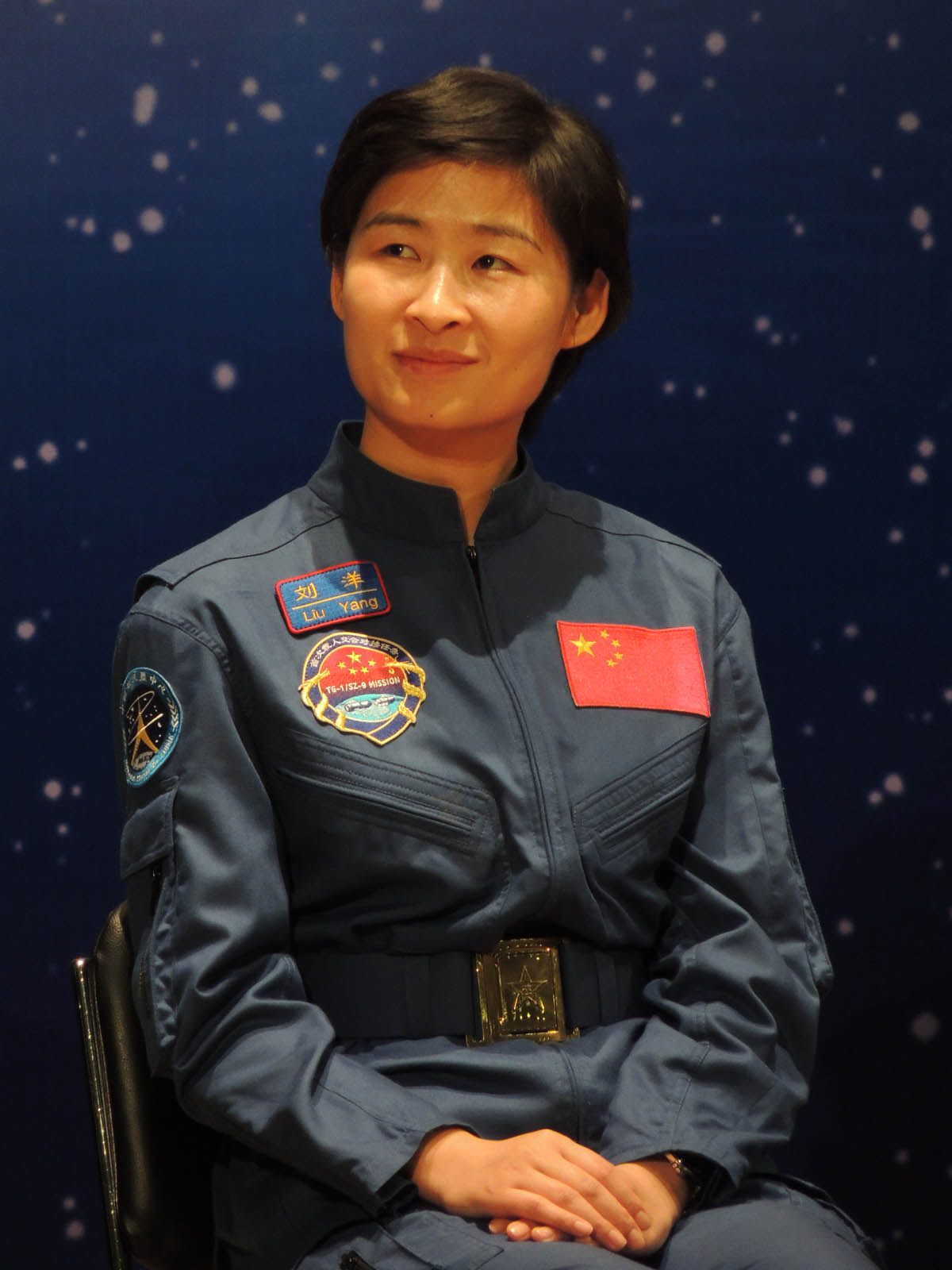
ليو يانغ (刘洋)
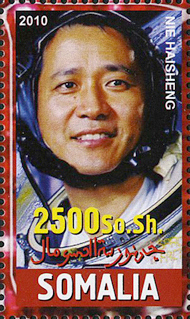
ني هايشينغ (聂海胜)
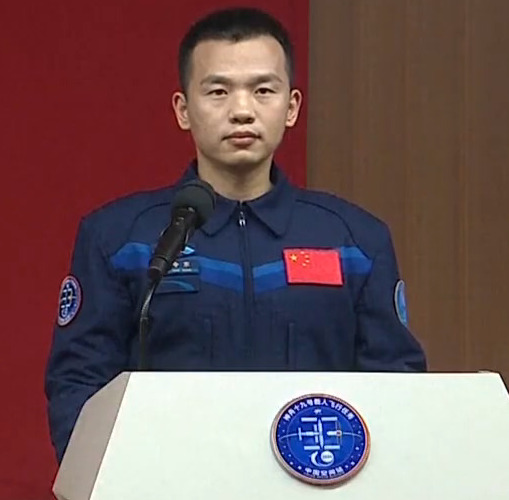
سونغ لينغدونغ (宋令东)
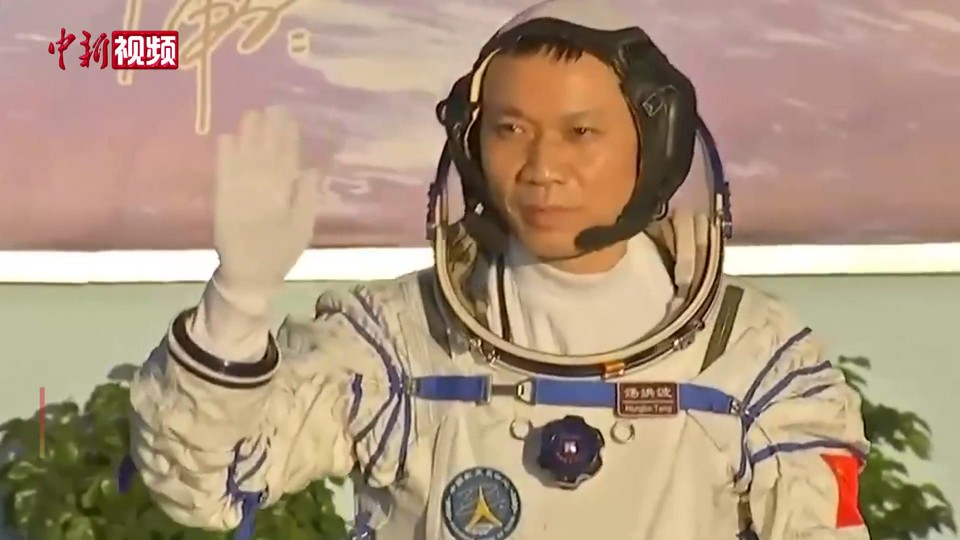
تانغ هونغبو (汤洪波)
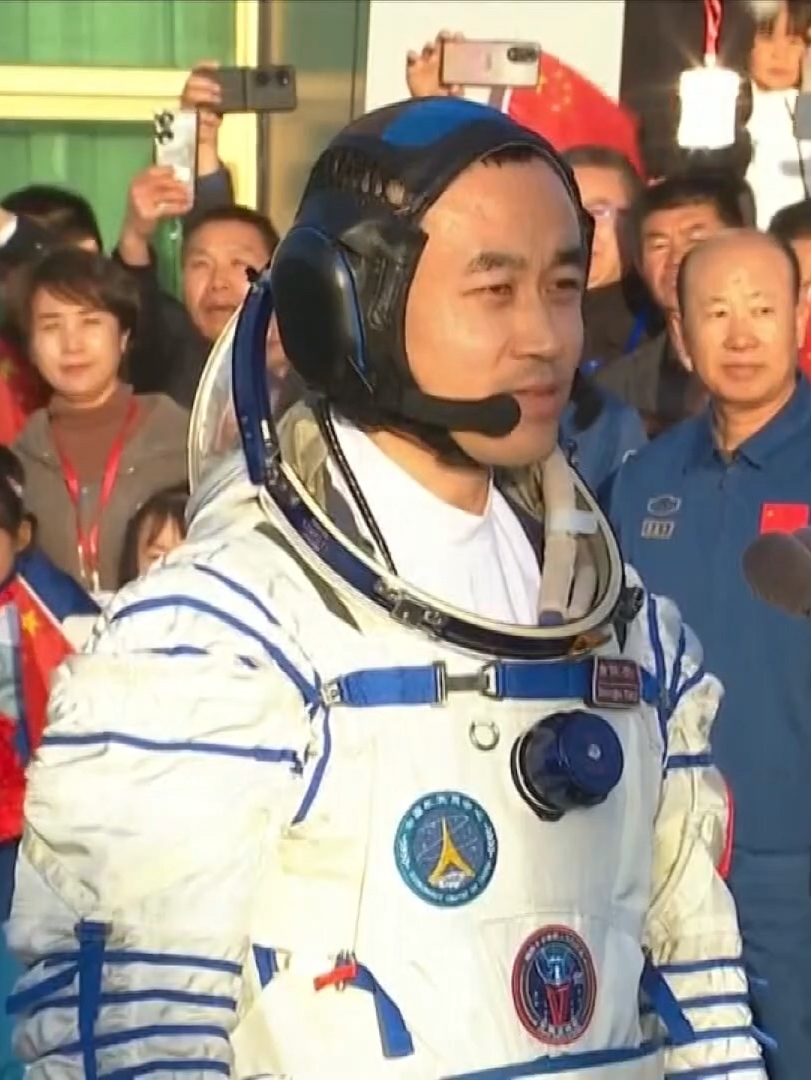
تانغ شينغجي (唐胜杰)
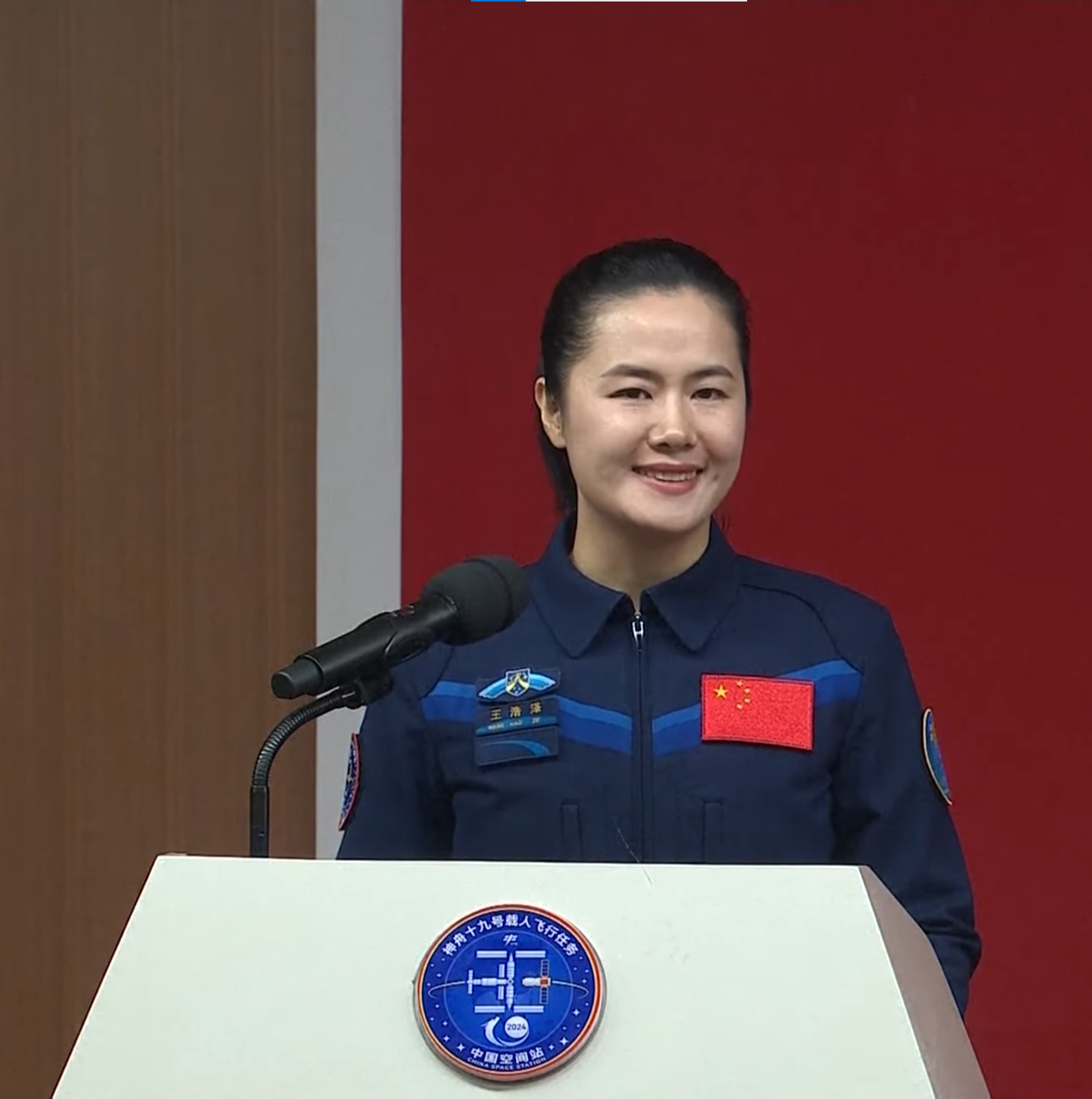
وانغ هوز (王浩泽)
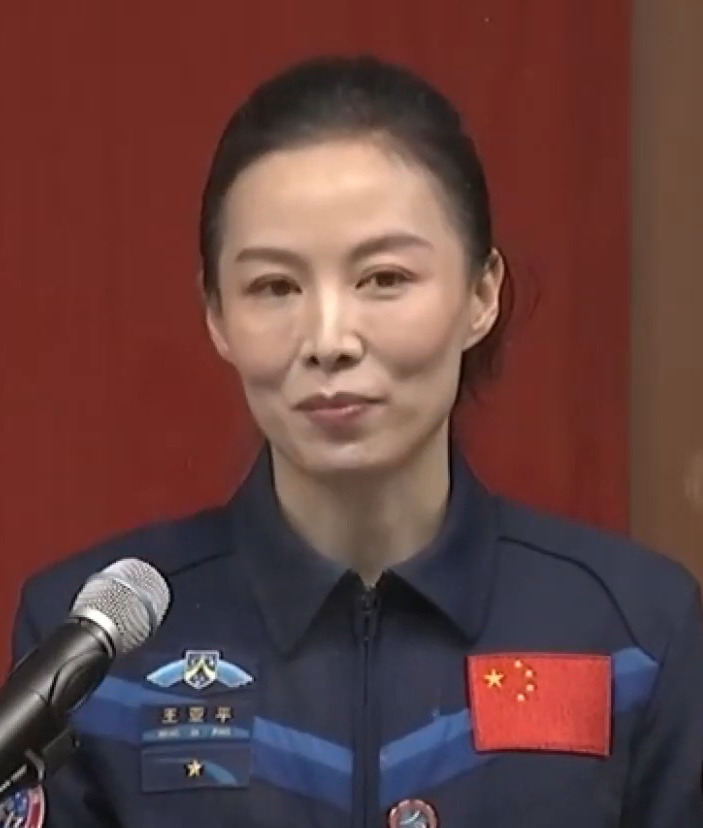
وانغ يابينج (王亚平)
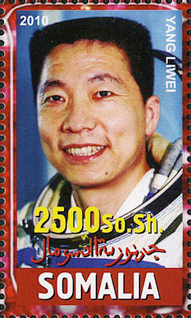
يانغ ليوي (杨利伟)
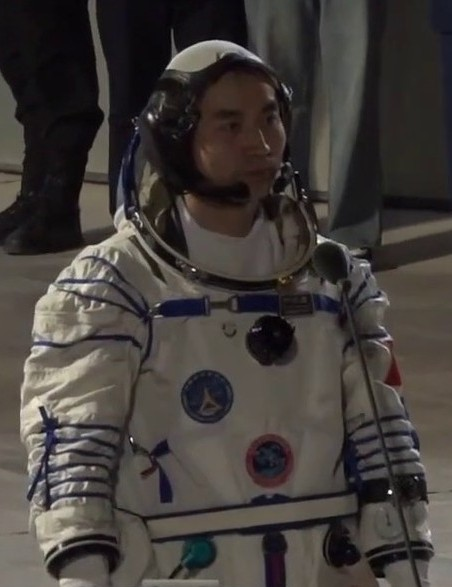
يي جوانجفو (叶光富)
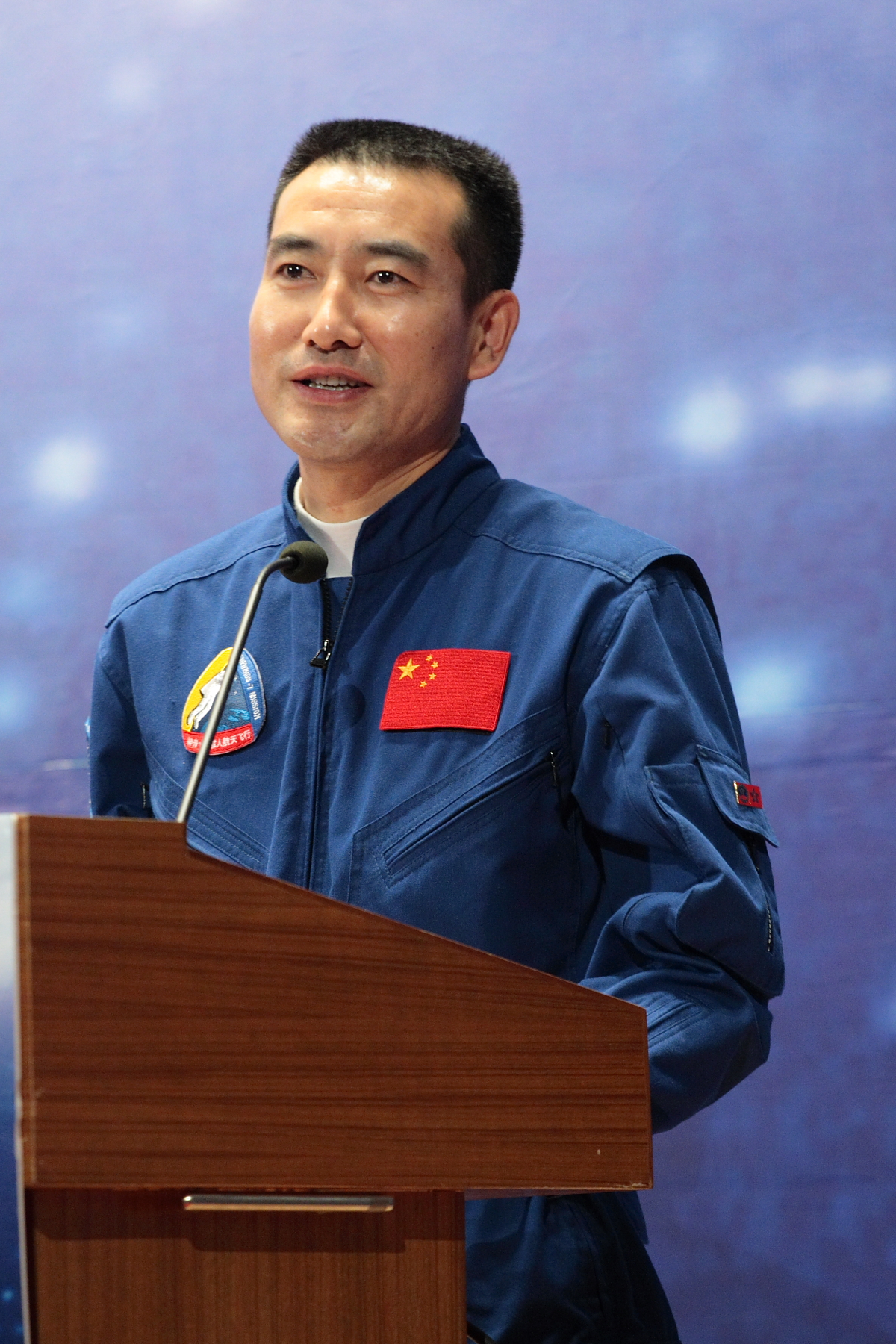
Zhai Zhigang (翟志刚)
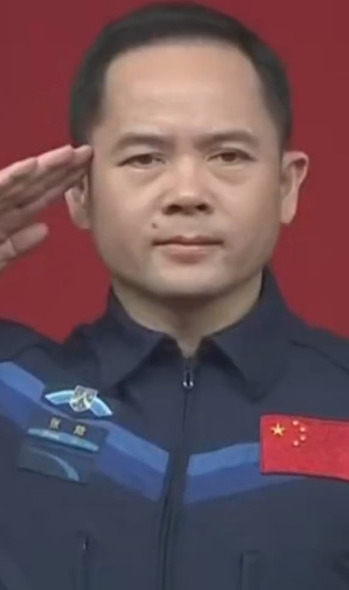
تشانغ لو (张陆)
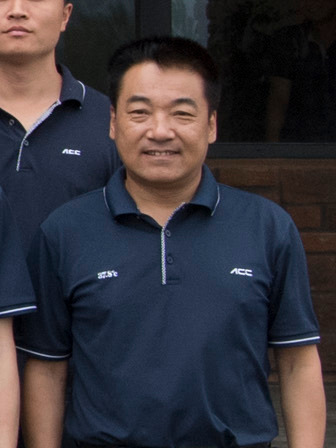
Zhang Xiaoguang (张晓光)
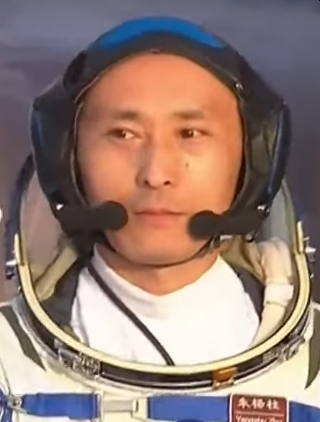
تشو يانغتشو (朱杨柱)

## التعاون الدولي
في عام 2016م، اتفق مكتب الأمم المتحدة لشؤون الفضاء الخارجي (UNOOSA) وأكاديمية الفضاء الصينية (CMSA) على زيادة التعاون الفضائي من خلال الفرص المُتاحة على متن محطة الفضاء الصينية. 
في عام 2018م، دعت الأمم المتحدة ومكتب شؤون الفضاء الخارجي وأكاديمية الفضاء الصينية الدول الأعضاء في الأمم المتحدة إلى تقديم طلبات لإجراء تجارب على متن محطة الفضاء الصينية. 
في 12 يونيو 2019م، أعلن مكتب الأمم المتحدة لشؤون الفضاء الخارجي وأكاديمية الفضاء الصينية عن الفائزين بالتجارب المختارة التي سيتم نقلها إلى محطة الفضاء الدولية.